# 杨元元
杨元元（1950年8月—），陕西合阳人。男，汉族。1966年9月参加中国人民解放军，1968年2月加入中国共产党。民航高级航空学校飞行驾驶专业毕业，大专文化程度，国家一级飞行员。是曾任中央台办主任的杨荫东之子。曾任中国国家安全生产监督管理总局副局长，中国民航总局局长。亦是中共第十六、十七届中央委员。

## 生平
1966年9月，在杨元元还只有15岁时，便加入中国人民解放军空军，成为解放军第二预备学校飞行学员。1968年，他被送到中国民航高级航校继续学习。毕业后，杨元元就一直在民航高级航校任飞行员，并曾升任飞行副大队长。1981年10月，杨元元离开航校，被调到民航总局科教司，任飞行检查员；1988年1月，他又被调到民航广州管理局（即中国南方航空公司的前身），历任飞行副大队长、副总飞行师、副总裁等职。
1997年7月20日，由他執飛的中国南方航空327号班机，成為全球首班飛越太平洋的雙發延程飛行航班。
在南航工作十年之后，1998年，杨元元被调回民航总局，出任飞行标准司司长；次年4月，升任民航总局副局长；2002年5月，被正式任命为中国民航总局局长，成为中国第一个标准的飞行员出身的民航总局局长。在担任领导职务后，杨元元一直坚持在每年节假日时执行航班任务。2008年1月，杨元元在被免去民航总局局长职务的同时，被任命为国家安全生产监督管理总局副局长，并依然享受正部长级待遇。2015年12月，被免去国家安全生产监督管理总局副局长职务。

## 荣誉
在他担任民航总局局长的五年时间里，是中国民航高速发展的时期。中国民航的管理体制也发生了‘彻底而深刻’的变革。为此，2005年1月，亚太航空中心将表彰为地区航空业进步作出突出贡献的年度政府部长奖，颁给杨元元。同年5月，国际航空运输协会理事会又将国际航协的最高荣誉——“世界航空领导奖”授予杨元元，表彰他对国际民航做出贡献。